# Amtsgericht Eberswalde

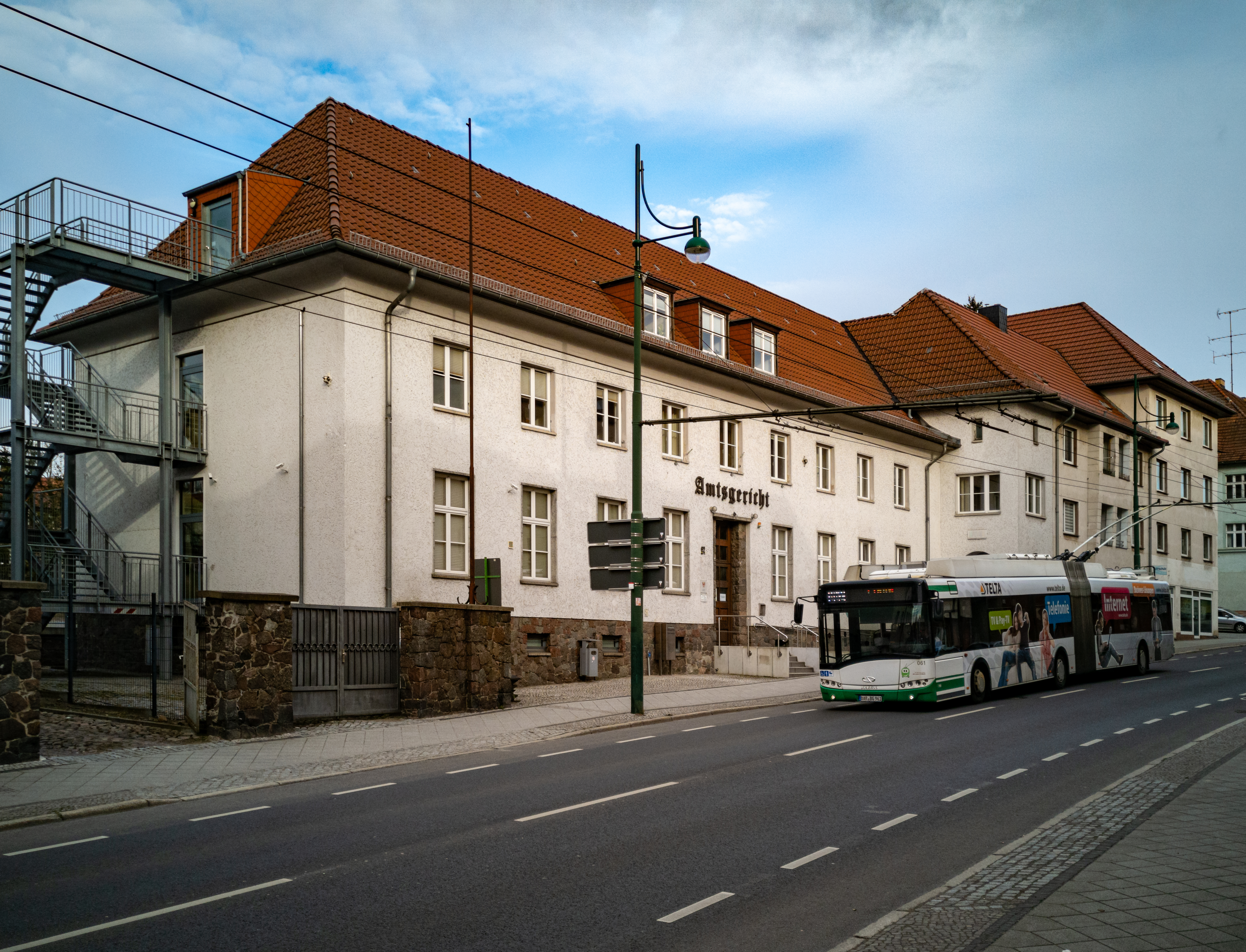
Hauptgebäude des Amtsgerichts Eberswalde (2021)

Das Amtsgericht Eberswalde ist ein Gericht der ordentlichen Gerichtsbarkeit und eines von sechs Amtsgerichten (AG) im Bezirk des Landgerichts Frankfurt (Oder).

## Gerichtssitz und -bezirk
Das Gericht hat seinen Sitz in Eberswalde, der Kreisstadt des Landkreises Barnim im Nordosten des Landes Brandenburg. Der 812 km² große Gerichtsbezirk umfasst die Städte und Gemeinden Althüttendorf, Britz, Chorin, Eberswalde, Friedrichswalde, Hohenfinow, Joachimsthal, Liepe, Lunow-Stolzenhagen, Niederfinow, Oderberg, Parsteinsee, Schorfheide und Ziethen. In ihm leben rund 64.700 Menschen. Insolvenz- und Landwirtschaftssachen werden vom Amtsgericht Frankfurt (Oder) bearbeitet, das auch das Handels-, Genossenschafts-, Vereins- und Partnerschaftsregister führt. Für Zwangsversteigerungsverfahren ist das Amtsgericht Strausberg zuständig. Mahnverfahren werden vom Amtsgericht Wedding als zentralem Mahngericht bearbeitet.

## Übergeordnete Gerichte
Dem Amtsgericht Eberswalde ist das Landgericht Frankfurt (Oder) übergeordnet. Zuständiges Oberlandesgericht ist das Brandenburgische Oberlandesgericht in Brandenburg an der Havel.

## Geschichte
Seit 1849 bestanden in Preußen Kreisgerichte, darunter das Kreisgericht Wriezen mit einer Nebenstelle (Gerichtsdeputation) in Neustadt-Eberswalde. Im Rahmen der Reichsjustizgesetze wurden diese Gerichte aufgehoben und reichsweit einheitlich Amtsgerichte eingerichtet. Das königlich preußische Amtsgericht Eberswalde wurde mit Wirkung zum 1. Oktober 1879 als eines von zwölf Amtsgerichten im Bezirk des Landgerichtes Prenzlau im Bezirk des Kammergerichtes gebildet. Der Sitz des Gerichts war die Stadt Eberswalde.
Sein Gerichtsbezirk umfasste
- aus dem Landkreis Angermünde den Stadtbezirk Joachimsthal, die Amtsbezirke Amt Joachimsthal und Golzow und den Amtsbezirk Amt Grimnitz ohne die Gutsbezirke Forstbezirk Glambeck und Schmelze mit Mellin
- aus dem Landkreis Ober-Barnim die Stadtbezirke Biesenthal und Eberswalde, die Amtsbezirke Forstrevier Biesenthal, Grünthal, Hegermühle, Hohenfinow, Ladeburg, Lichterfelde, Trampe und Wolfswinkel und den Amtsbezirk Beiersdorf ohne den Teil, der dem Amtsgericht Alt-Landsberg zugeordnet war, und den Gutsbezirk Werftpfuhl aus dem Amtsbezirk Hirschfelde.[2]

Am Gericht bestanden 1880 vier Richterstellen. Das Amtsgericht war damit das größte Amtsgericht im Landgerichtsbezirk. Am Amtsgericht Eberswalde bestand eine Strafkammer für die Amtsgerichte Eberswalde, Freienwalde, Oderberg und Wriezen. Im Jahre 1945 wurde das Amtsgericht Eberswalde dem neu gebildeten Landgericht Eberswalde nachgeordnet. In der DDR wurden 1952 die Amtsgerichte und damit auch das Amtsgericht Eberswalde aufgehoben und Kreisgerichte, darunter das Kreisgericht Eberswalde im Sprengel des Bezirksgerichts Frankfurt (Oder) für den Kreis Eberswalde gebildet. Das Brandenburgische Gerichtsneuordnungsgesetz (BbgGerNeuOG), verkündet als Artikel 1 des Gesetzes zur Neuordnung der ordentlichen Gerichtsbarkeit und zur Ausführung des Gerichtsverfassungsgesetzes im Land Brandenburg vom 14. Juni 1993, verfügte zum 1. Dezember 1993 die Fortführung der bestehenden Kreisgerichte als Amtsgerichte. Damit entstand das Amtsgericht Eberswalde neu und war nun dem Landgericht Frankfurt (Oder) zugeordnet.

## Gebäude

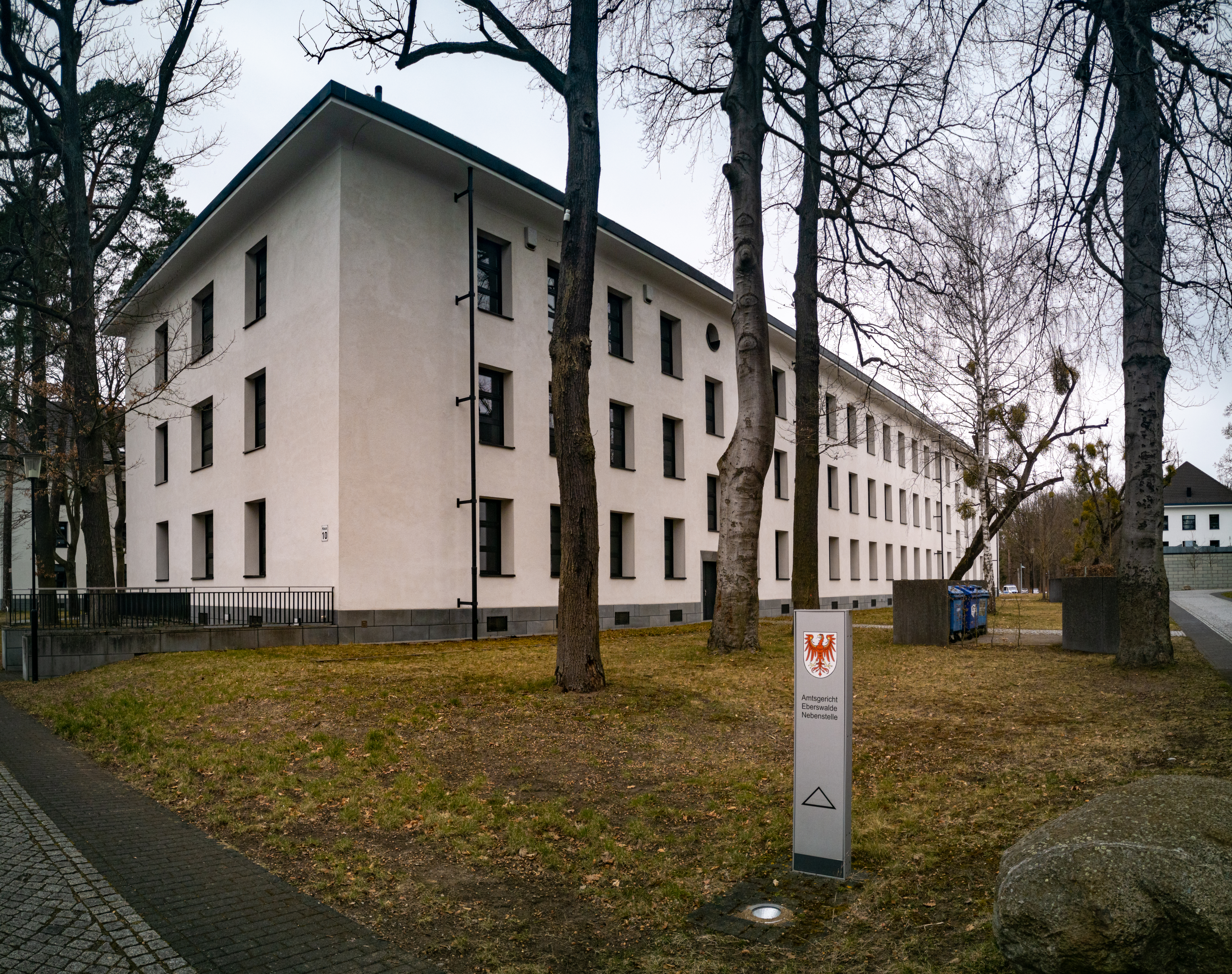
Gebäude an der Tramper Chaussee (2021)

Das Gebäude befindet sich unter der Anschrift Tramper Chaussee 7 Haus 12, 16225 Eberswalde.